# Охокальенте (муниципалитет)
Охокальенте (исп. Ojocaliente) — муниципалитет в Мексике, входит в штат Сакатекас. Население 38 219 человек.

## История
Город основан в 1620 году .